# Cumopsis goodsir
Cumopsis goodsir är en kräftdjursart som först beskrevs av Van Beneden 1861.  Cumopsis goodsir ingår i släktet Cumopsis och familjen Bodotriidae. Arten är reproducerande i Sverige. Inga underarter finns listade i Catalogue of Life.